# Rhynchosia peglerae
Rhynchosia peglerae är en ärtväxtart som beskrevs av Baker f. Rhynchosia peglerae ingår i släktet Rhynchosia och familjen ärtväxter. Inga underarter finns listade i Catalogue of Life.